# Список эпизодов телесериала «Звёздный крейсер „Галактика“» (1978—1980)
Ниже приведен список и описание эпизодов американского научно-фантастического телевизионного сериала 1978 года «Звёздный крейсер „Галактика“», а также сериала-продолжения «Галактика 1980».

## Звёздный крейсер «Галактика»
Длительность каждого эпизода телесериала составила 47-50 минут. В качестве пилотного эпизода был показан полнометражный телевизионный фильм продолжительностью около двух часов. При повторных показах, пилотный эпизод традиционно разбивается на три 45-минутные серии.
| № эпизода | Дата премьеры          | Название                                                                                                   | Режиссёр           | Сценарий |
| --- | ---------------------- | --- | ------------------ | --- |
| 1, 2, 3 #50280/1/2 | 17 сентября 1978 (США) | «Saga of a Star World / Battlestar Galactica» (рус. «Сага о звёздном мире / Звёздный крейсер „Галактика“») | Ричард Колла       | Глен Ларсон |
| Мирное соглашение между людьми и сайлонами оказывается уловкой сайлонов, которые запланировали уничтожение всего человечества. Атаку удается пережить только звёздному крейсеру «Галактика». Крейсер и остатки гражданского флота начинают своё путешествие через галактики в поисках давно потерянной планеты Земля. |                        | |                    | |
| |                        | |                    | |
| 4 #50204 | 24 сентября 1978 (США) | «Lost Planet of the Gods. Part 1» (рус. «Затерянная планета богов. Часть 1»)                               | Кристиан Ниби II   | Глен Ларсон Дональд Беллисарио |
| На замену пораженных неизвестной болезнью пилотам вайперов приходит новая смена, состоящая в основном из молодых женщин, среди которых невеста Аполло — Серина. Следуя указаниям коммандера Адамы, флот обнаруживает легендарную планету Кобол.                                                                       |                        | |                    | |
| |                        | |                    | |
| 5 #50205 | 1 октября 1978 (США)   | «Lost Planet of the Gods. Part 2» (рус. «Затерянная планета богов. Часть 2»)                               | Кристиан Ниби II   | Глен Ларсон Дональд Беллисарио |
| Прежде чем Адама удается расшифровать иероглифы, указывающие путь на Землю, священный город на Коболе оказывается разрушен сайлонами, а во время атаки погибает Серина. |                        | |                    | |
| |                        | |                    | |
| 6 #50908 | 8 октября 1978 (США)   | «The Lost Warrior» (рус. «Трудный путь воина»)                                                             | Род Холкомб        | Герман Грувс Дональд Беллисарио |
| Совершив посадку на пограничную планету, напоминающую американский Дикий Запад, Аполло помогает молодой вдове и её сыну сплотить город против сайлонского центуриона, который также как Аполло, случайно оказался на планете.                                                                                         |                        | |                    | |
| |                        | |                    | |
| 7 #50902 | 15 октября 1978 (США)  | «The Long Patrol» (рус. «Долгий патруль»)                                                                  | Кристиан Ниби II   | Дональд Беллисарио |
| Экспериментальный вайпер попадает в руки контрабандистов, и Старбак оказывается в ловушке. |                        | |                    | |
| |                        | |                    | |
| 8 #50206 | 22 октября 1978 (США)  | «Gun on Ice Planet Zero. Part 1» (рус. «Орудие планеты Зеро. Часть 1»)                                     | Алан Леви          | Дональд Беллисарио Лесли Стивенс Майкл Слоан                                                                                       |
| Путь флота лежит совсем рядом с пульсаром, смертельным оружием сайлонов, и группа офицеров с «Галактики» вместе с головорезами с тюремной баржи отправляются на скованную льдом планету, чтобы найти и уничтожить его.                                                                                                |                        | |                    | |
| |                        | |                    | |
| 9 #50207 | 29 октября 1978 (США)  | «Gun on Ice Planet Zero. Part 2» (рус. «Орудие планеты Зеро. Часть 2»)                                     | Алан Леви          | Дональд Беллисарио Лесли Стивенс Майкл Слоан                                                                                       |
| Аполло, Старбак и Бумер возглавляют команду, в которую зайцем пробирается Бокси. Команда сталкиваются с учёным, разработавшим оружием и с легионом созданных им клонов. |                        | |                    | |
| |                        | |                    | |
| 10 #50912 | 12 ноября 1978 (США)   | «The Magnificent Warriors» (рус. «Великолепные воины»)                                                     | Кристиан Ниби II   | Глен Ларсон |
| Когда атакой сайлонов уничтожается источник продовольствия для флота, Адама вынужден прийти на некоторые уступки со старыми знакомыми и жителями богатой зерном, но неспокойной планеты. |                        | |                    | |
| |                        | |                    | |
| 11 #50905 | 19 ноября 1978 (США)   | «The Young Lords» (рус. «Юные воины»)                                                                      | Дональд Беллисарио | Дональд Беллисарио Фрэнк Лупо Пол Плейтон                                                                                          |
| Старбак терпит крушение на планете Аттила, где встречается с группой братьев и сестер, которые пытаются освободить своего отца, замок и планету от сайлонов. |                        | |                    | |
| |                        | |                    | |
| 12 #50919 | 26 ноября 1978 (США)   | «The Living Legend. Part 1» (рус. «Живая легенда. Часть 1»)                                                | Винс Эдвардс       | Глен Ларсон Кен Петтюс (рассказ) Глен Ларсон (рассказ)                                                                             |
| «Галактика» встречается с крейсером «Пегас», который до сих пор считался разрушенным сайлонами. Высокомерному командеру Кейну удается переманить на свою сторону часть флота. |                        | |                    | |
| |                        | |                    | |
| 13 #50920 | 3 декабря 1978 (США)   | «The Living Legend. Part 2» (рус. «Живая легенда. Часть 2»)                                                | Винс Эдвардс       | Глен Ларсон Кен Петтюс (рассказ) Глен Ларсон (рассказ)                                                                             |
| В конце концов «Галактика» и «Пегас» объединяются, чтобы атаковать сайлонов. Во время битвы «Пегас» пропадает без вести. |                        | |                    | |
| |                        | |                    | |
| 14 #50917 | 17 декабря 1978 (США)  | «Fire in Space» (рус. «Пожар в космосе»)                                                                   | Кристиан Ниби II   | Джим Карлсон Терренс Макдоннел |
| Сайлонские рейдеры совершают самоубийственную атаку на главный мостик и посадочную палубу. Пока состояние Адама близко к критическому, Бумер, Афина (сестра Аполло) и собака Бокси по кличке Маффи помогают оставшимся в живых добраться до центра регенерации.                                                       |                        | |                    | |
| |                        | |                    | |
| 15 #50921 | 14 января 1979 (США)   | «War of the Gods. Part 1» (рус. «Война богов. Часть 1»)                                                    | Дэниел Хэллер      | Глен Ларсон |
| Начинают пропадать вайперы из патруля, а «Галактику» преследует мистические огни. На красной планете крейсер обнаруживает графа Иблиса, единственного выжившего после масштабной катастрофы. |                        | |                    | |
| |                        | |                    | |
| 16 #50922 | 21 января 1979 (США)   | «War of the Gods. Part 2» (рус. «Война богов. Часть 2»)                                                    | Дэниел Хэллер      | Глен Ларсон |
| Граф Иблис использует свою мистическую силу, чтобы отнять контроль над флотом у Адама. |                        | |                    | |
| |                        | |                    | |
| 17 #50916 | 28 января 1979 (США)   | «The Man With Nine Lives» (рус. «Человек с девятью жизнями»)                                               | Род Холкомб        | Дональд Беллисарио |
| Старый жулик Хамелеон заставляет Старбак поверить, что он его отец, и помочь ему скрыться от преследователей. |                        | |                    | |
| |                        | |                    | |
| 18 #50924 | 18 февраля 1979 (США)  | «Murder on the Rising Star» (рус. «Убийство на „Восходящей звезде“»)                                       | Род Холкомб        | Дональд Беллисарио Джеймс Карлсон Терренс Макдоннел Майкл Слоан (рассказ)                                                          |
| Аполло и Бумер выступают защитниками Старбака, который оказывается вовлечен в убийство игрока в триаду. Им удается раскрыть заговор и разоблачить Карибдиса, вместе с Балтаром участвовавшего в разрушении Двенадцати колоний.                                                                                        |                        | |                    | |
| |                        | |                    | |
| 19, 20 #50926/50947 | 25 февраля 1979 (США)  | «Greetings from Earth» (рус. «Привет с Земли»)                                                             | Ахмет Латиф        | Глен Ларсон |
| Дрейфующий в космосе корабль с находящимися в анабиозе людьми оказывается на борту «Галактики». Вопрос о том, нужно ли будить их, приводит к спору, и в конце концов Аполло, Старбак и Кассиопея сопровождают корабль к планете Парадин, участвующей в войне с Восточным альянсом.                                    |                        | |                    | |
| |                        | |                    | |
| 21 #50927 | 11 марта 1979 (США)    | «Baltar’s Escape» (рус. «Побег Балтара»)                                                                   | Винрих Колбе       | Дональд Беллисарио |
| При помощи Восточного альянса Балтар совершает побег из тюрьмы, захватив шаттл, пилотируемый Бумером и Шебой и похищает членов совета с «Галактики». |                        | |                    | |
| |                        | |                    | |
| 22 #50928 | 18 марта 1979 (США)    | «Experiment in Terra» (рус. «Эксперимент на Терре»)                                                        | Род Холкомб        | Глен Ларсон |
| Мистические огни появляется вновь, чтобы привести Аполло к планете Терра. С помощью лазерного оружия «Галактики» удается уничножить баллистические ракеты, избежать планетарного холокоста и войны с Восточным альянсом.                                                                                              |                        | |                    | |
| |                        | |                    | |
| 23 #50929 | 1 апреля 1979 (США)    | «Take the Celestra» (рус. «Взятие „Селестры“»)                                                             | Дэниел Хэллер      | Джеймс Карлсон Терренс Макдоннел Дэвид Артур (рассказ) Дэвид Финней (рассказ) Джеймс Карлсон (рассказ) Терренс Макдоннел (рассказ) |
| На борту «Селесты» Старбак встречается со своей давно потерянной любовью Авророй, но вскоре оказывается, что она — зачинщица мятежа. |                        | |                    | |
| |                        | |                    | |
| 24 #50930 | 29 апреля 1979 (США)   | «The Hand of God» (рус. «Длань Господня»)                                                                  | Дональд Беллисарио | Дональд Беллисарио |
| Адама и его команда получает неизвестный радиосигнал, источником которого может быть Земля. Опасаясь ловушки сайлонов, решают использовать украденный сайлонский рейдер для атаки. В финале эпизода Аполло и Старбак чуть было не получают сигнал, посланный «Аполлоном-11».                                          |                        | |                    | |

## Телевизионные фильмы
После закрытия сериала все эпизоды были перемонтированы в несколько телефильмов для синдицированных показов. Для связности действия некоторые сцены были переозвучены. В последний фильм была включена ранее не выходившая в эфир сцена об астронавте, нашедшем судовой журнал Адама, а также эпизод телесериала «Галактика-1980» «Возвращение Старбака».
| №  | Телефильм                                                    | Оригинальные эпизоды                                                                            |
| -- | ------------------------------------------------------------ | ----------------------------------------------------------------------------------------------- |
| 1  | «Battlestar Galactica» (рус. «Звёздный крейсер „Галактика“») | «Saga of a Star World»                                                                          |
| 2  | «Lost Planet of Gods» (рус. «Затерянная планета богов»)      | «Lost Planet of the Gods» (расширенная версия)                                                  |
| 3  | «Gun on Ice Planet Zero» (рус. «Орудие планеты Зеро»)        | «Gun on Ice Planet Zero» (расширенная версия)                                                   |
| 4  | «The Phantom in Space» (рус. «Призрак в космосе»)            | «The Lost Warrior», «The Hand of God»                                                           |
| 5  | «Space Prison» (рус. «Космическая тюрьма»)                   | «The Man With Nine Lives», «Baltar’s Escape»                                                    |
| 6  | «Space Casanova» (рус. «Космический Казанова»)               | «Take the Celestra», «The Long Patrol»                                                          |
| 7  | «Curse of the Cylons» (рус. «Проклятие сайлонов»)            | «Fire in Space», «The Magnificent Warriors»                                                     |
| 8  | «The Living Legend» (рус. «Живая легенда»)                   | «The Living Legend» (расширенная версия)                                                        |
| 9  | «War of the Gods» (рус. «Война богов»)                       | «War of the Gods» (расширенная версия)                                                          |
| 10 | «Greetings from Earth» (рус. «Привет с Земли»)               | «Greetings from Earth»                                                                          |
| 11 | «Murder in Space» (рус. «Убийство в космосе»)                | «Murder on the Rising Star», «The Young Lords»                                                  |
| 12 | «Experiment in Terra» (рус. «Эксперимент на Терре»)          | «The Return of Starbuck» (отредактированная версия), «Experiment in Terra» (расширенная версия) |

## Звёздный крейсер «Галактика» 1980[англ.]
Следующие эпизоды впоследствии были проданы с изменёнными вступительными титрами для синдицированных показов как часть телесериала «Звёздный крейсер „Галактика“».
| № эпизода | Дата премьеры         | Название                                                                                 | Режиссёр                | Сценарий                             |
| --- | --------------------- | ---------------------------------------------------------------------------------------- | ----------------------- | ------------------------------------ |
| 1 | 27 января 1980 (США)  | «Galactica Discovers Earth. Part 1» (рус. «„Галактика“ исследует Землю. Часть 1»)        | Сидней Хейерс           | Глен Ларсон                          |
| После 30 лет поисков звёздный крейсеру «Галактика» удается обнаружить Землю. Однако скоро выясняется, что техническое развитие Земли недостаточно для того, чтобы противостоять флоту сайлонов, которые прилетели вслед за «Галактикой». Капитан Трой (Бокси) и лейтенант Диллон объединяются с женщиной-репортером с Земли по имени Джейми. |                       |                                                                                          |                         |                                      |
| |                       |                                                                                          |                         |                                      |
| 2 | 3 февраля 1980 (США)  | «Galactica Discovers Earth. Part 2» (рус. «„Галактика“ исследует Землю. Часть 2»)        | Сидней Хейерс           | Глен Ларсон                          |
| Коммандер Ксавье крадет экспериментальный вайпер, сконструированный для путешествий во времени. Он возвращается в 1940 год и пытается ускорить технологическое развитие Земли, отдав нацистам все колониальные изобретения. |                       |                                                                                          |                         |                                      |
| |                       |                                                                                          |                         |                                      |
| 3 | 10 февраля 1980 (США) | «Galactica Discovers Earth. Part 3» (рус. «„Галактика“ исследует Землю. Часть 3»)        | Сидней Хейерс           | Глен Ларсон                          |
| Джейми, Трой и Диллон возвращаются в прошлое, чтобы помешать нацистам сконструировать ракеты V-2. Ксавье удается бежать, а три вайпера попадают в руки военных Земли. |                       |                                                                                          |                         |                                      |
| |                       |                                                                                          |                         |                                      |
| 4 | 16 марта 1980 (США)   | «The Super Scouts. Part 1» (рус. «Суперскауты. Часть 1»)                                 | Винс Эдвардс            | Глен Ларсон                          |
| Атака сайлонов разрушает школьную баржу. Трой, Диллон и дети с баржи вынуждены совершить посадку на Землю. |                       |                                                                                          |                         |                                      |
| |                       |                                                                                          |                         |                                      |
| 5 | 23 марта 1980 (США)   | «The Super Scouts. Part 2» (рус. «Суперскауты. Часть 2»)                                 | Винс Эдвардс            | Глен Ларсон                          |
| Дети с «Галактики» пытаются приспособиться к жизни на Земле. |                       |                                                                                          |                         |                                      |
| |                       |                                                                                          |                         |                                      |
| 6 | 30 марта 1980 (США)   | «Spaceball» (рус. «Космический бейсбол»)                                                 | Барри Крейн             | Глен Ларсон Джефф Фрейлих Фрэнк Лупо |
| «Суперскауты» используют свои сверхчеловеческие силы для игры в бейсбол, пока Ксавье готовит их похищение. |                       |                                                                                          |                         |                                      |
| |                       |                                                                                          |                         |                                      |
| 7 | 13 апреля 1980 (США)  | «The Night the Cylons Landed. Part 1» (рус. «Ночь, когда сайлоны приземлились. Часть 1») | Зигмунд Нейфилд—младший | Глен Ларсон                          |
| Новая модель сайлонского рейдера подбита с Земли. Центурион и гуманоид-сайлон остаются в живых и теряются на Земле, где в этот день празднуют Хэллоуин. |                       |                                                                                          |                         |                                      |
| |                       |                                                                                          |                         |                                      |
| 8 | 20 апреля 1980 (США)  | «The Night the Cylons Landed. Part 2» (рус. «Ночь, когда сайлоны приземлились. Часть 2») | Зигмунд Нейфилд—младший | Глен Ларсон                          |
| Трой и Диллон пытаются уничтожить сайлонов, попавших на Землю до того, как они столкнутся с людьми. |                       |                                                                                          |                         |                                      |
| |                       |                                                                                          |                         |                                      |
| 9 | 27 апреля 1980 (США)  | «Space Croppers» (рус. «Космические арендаторы»)                                         | Дэниел Хэллер           | Робер Макаллох                       |
| Дети с «Галактики» помогают фермеру предолеть финансовые трудности. |                       |                                                                                          |                         |                                      |
| |                       |                                                                                          |                         |                                      |
| 10 | 4 мая 1980 (США)      | «The Return of Starbuck» (рус. «Возвращение Старбака»)                                   | Рон Сатлофф             | Глен Ларсон                          |
| В серии флешбэков рассказывается, что произошло с лейтенантом Старбак. Потерпев крушение на планете. Оказавшись один на один с сайлоном, разбившимся вместе с ним, он становится его другом. |                       |                                                                                          |                         |                                      |

Сериал был закрыт на стадии производства 11 серии под названием «День, когда Клеопатру похитили» (англ. The Day They Kidnapped Cleopatra).